# 蒂鲁苏拉姆
蒂鲁苏拉姆（Tirusulam），是印度泰米尔纳德邦Kancheepuram县的一个城镇。总人口5997（2001年）。

## 人口
该地2001年总人口5997人，其中男性3108人，女性2889人；0—6岁人口867人，其中男441人，女426人；识字率59.78%，其中男性为68.21%，女性为50.71%。